# Aylesbury
Aylesbury – miasto i civil parish w południowej Anglii (Wielka Brytania), w hrabstwie ceremonialnym Buckinghamshire, ośrodek administracyjny dystryktu unitary authority Buckinghamshire. Leży 60,6 km na północny zachód od Londynu. W 2001 roku miasto liczyło 69 021 mieszkańców. W 2011 roku civil parish liczyła 58 740 mieszkańców. Aylesbury zostało wspomniane w Domesday Book (1086) jako Eilesberia/Eilesberie. W mieście rozwinął się przemysł spożywczy, metalowy oraz poligraficzny.

## Miasta partnerskie
- Bourg-en-Bresse